# Струга (Нижньосілезьке воєводство)
Струга (пол. Struga) — село в Польщі, у гміні Старе Богачовіце Валбжиського повіту Нижньосілезького воєводства.
Населення — 859 осіб (2011).

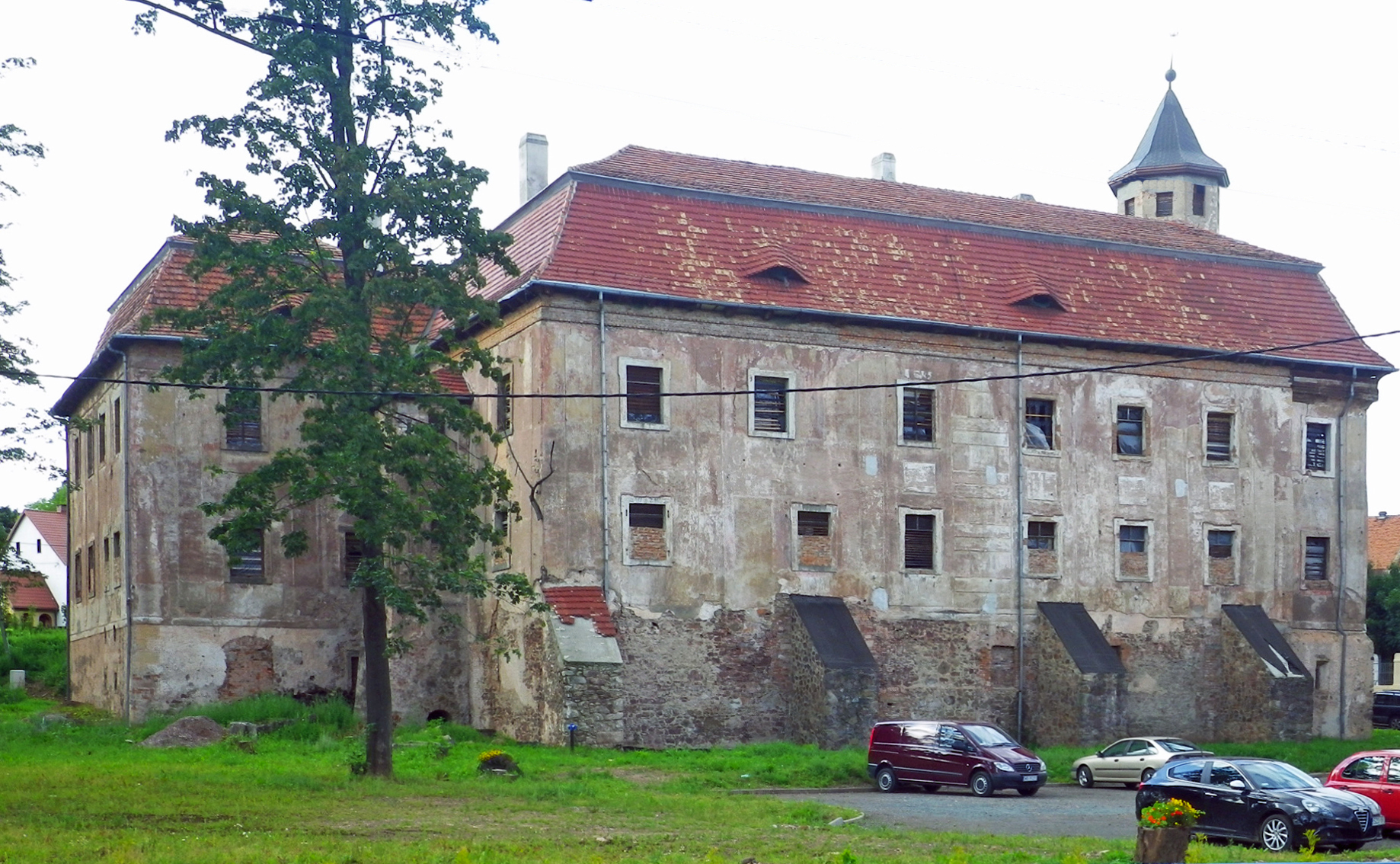
Палац

У 1975-1998 роках село належало до Валбжиського воєводства.

## Демографія
Демографічна структура станом на 31 березня 2011 року:
|          | Загалом | Допрацездатний вік | Працездатний вік | Постпрацездатний вік |
| -------- | ------- | ------------------ | ---------------- | -------------------- |
| Чоловіки | 406     | 75                 | 296              | 35                   |
| Жінки    | 453     | 68                 | 285              | 100                  |
| Разом    | 859     | 143                | 581              | 135                  |